# U ime obitelji
U ime obitelji je hrvatska građanska udruga osnovana s ciljem prikupljanja potpisa za raspisivanje narodnoga ustavotvornoga referenduma kojime bi glasači izravno odlučili o unošenju odredbe u Ustav Republike Hrvatske kojom bi se brak odredio kao životna zajednica muškarca i žene. Okuplja tridesetak drugih udruga i tisuće volontera.
Udruga ističe mišljenje kako isključivo životna zajednica žene i muškarca predstavlja brak. Pokret smatra i da istospolni roditelji ne mogu zadovoljiti potrebe djece za obitelji koja se po njihovome mišljenju sastoji od oca i majke, iako prijedlog referendumskog pitanja nisu ograničili isključivo na to. Pokret službeno ili neslužbeno podržavanju Rimokatolička Crkva, rimokatoličke organizacije, desne političke stranke kao i većina vjerskih zajednica u Republici Hrvatskoj.
Prijedlogu se protivi LGBT zajednica čijim bi članovima unošenjem predložene odredbe ustavom bilo onemogućeno sklapanje istospolnoga braka, vladajuće i ostale lijeve političke stranke itd. Smatraju kako bi time bila povrijeđena jednakost LGBT zajednice u odnosu na ostale građane Republike Hrvatske kao i njihova ljudska prava.
Udruga je uz pomoć brojnih dobrovoljaca od 12. do 26. svibnja 2013. prikupila 749.316 potpisa.
Hrvatski sabor, odnosno savez vladajućih političkih stranaka, namjeravao je raspisati referendum kojim bi glasači odlučivali hoće li Sabor odlučivati o unošenju predložene odredbe u Ustav Republike Hrvatske. Zbog toga se sastao Ustavni sud Republike Hrvatske i temeljem jednoglasne odluke izdao priopćenje kako referendumsko pitanje nije treba li Sabor odlučivati o unošenju predložene odredbe u Ustav već unošenje predložene odredbe ako se građani tako odluče. Ustavni sud naglasio je i kako Europski sud za ljudska prava dosadašnjim presudama istospolni brak nije priznao ljudskim pravom.
Referendum na zahtjev glasača koji su podpisali prijedlog udruge „U ime obitelji” je prvi narodni ustavotvorni referendum održan u Hrvatskoj. Provođenje referenduma predviđeno je za nedjelju, 1. prosinca 2013. godine.

## Potreban broj potpisa
Od 1990. do danas raspisana su samo dva referenduma na državnoj razini (1991. za samostalnost Hrvatske i 2012. za pristupanje Hrvatske Europskoj uniji) i oba su potakle stranke s većinom u Saboru, dok su drugi mogući referendumi propali zbog formalnih ili nekih drugih razloga. U studiji GONG-a objavljenoj 2012. godine "Analiza referenduma u Hrvatskoj u odnosu na europske standarde" kaže se: građani moraju u roku od 15 dana prikupiti minimalno 10% potpisa birača od ukupnog broja birača u Hrvatskoj ili cca. 450.000 potpisa!
- U travnju 2013. godine objavljen je podatak da je za izbore za Europski parlament, prema Zakonu o registru birača[4] registrirano 3.740.951 birača,[5] što je 763.814 manje birača od ukupnog broja birača. Inicijativa "U ime obitelji" i dio medija tu su objavu protumačili na način da ukupan broj potpisa koje je potrebno prikupiti (10% od ukupnog broja birača[6][7]) za raspisivanje referenduma iznosi 374.096 potpisa.

- Mjesec dana kasnije, 10. svibnja 2013. Ministarstvo uprave, u skladu sa Zakonom o registru birača,[4] objavljuje na svojim internetskim stranicama broj birača za lokalne izbore: 3.758.638.[8]
- Tijekom akcije prikupljanja potpisa, 23. svibnja 2013., predsjednik saborskog Odbora za Ustav Peđa Grbin istupio je s informacijom kako je za raspisivanje referenduma potrebno prikupiti 450.000 potpisa, s obrazloženjem da je u Registru birača na dan 12. svibnja 2013. (dan kada je započela akcija prikupljanja potpisa) bilo 4.514.984 birača.[9] Po popisu stanovništva 2011. Republika Hrvatska je imala ukupno 3.487.034 punoljetnih stanovnika,[10] no na referendumu prema Zakonu o referendumu (članak 5.)[6] mogu sudjelovati svi državljani bez obzira na prebivalište. To uključuje i državljane bez prijavljenog prebivališta u Republici Hrvatskoj (tzv. "dijaspora"), čime se ukupan broj birača penje na 4.514.984 birača.

Volonteri udruge "U ime obitelji" su u 14 dana skupili ukupno 749.316 potpisa građana za održavanje referenduma, te ih 14. lipnja predali Hrvatskom saboru, što je dvostruko više od minimalnog broja potpisa potrebnog za raspisivanje referenduma.
Ministarstvo uprave i Državni zavod za statistiku nekoliko tjedana nisu pristupili provjeri potpisa, zbog čega je udruga „U ime obitelji” uputila javne prosvjede. Po pristupanju provjeri potpisa, temeljem slučajnoga uzorka potpisa iz 52 kutije, zaključili su s pouzdanošću od 95% kako je udruga „U ime obitelji” prikupila između 665.995 i 701.902 valjanih potpisa glasača odnosno potpise više od 10% svih glasača koliko je najmanje potrebno za raspisivanje referenduma.

## Referendum
S obzirom na to da je Inicijativa uspjela prikupiti potreban broj potpisa, referendumsko pitanje glasi: 
Jeste li za to da se u Ustav RH unese odredba po kojoj je brak životna zajednica žene i muškarca?
U ime obitelji podršku spomenutoj definiciji braka izražava geslom 
brak = žena + muškarac, sve ostalo je nešto drugo.

## Motivi
Francusko proljeće 2013. i francuska inicijativa Gradonačelnici za djecu izravan su poticaj pokretanju Inicijative. Uključene udruge građana procijenile su kako je bolje ne čekati da Vlada iziđe s konkretnim prijedlozima zakona, koji su već u pripremi, pa onda reagirati jer bi u tom slučaju Vlada određivala dinamiku, vrijeme rasprave u Hrvatskom saboru (to bi moglo biti i vrijeme turističke sezone i godišnjih odmora), mogućnost hitne procedure itd. Procijenile su kako bi u tom slučaju reakcija organizacija civilnog društva vjerojatno bila zakašnjela i bilo bi ju moguće lakše pogrešno interpretirati, kao usmjerenu "protiv Vlade i homoseksualaca" umjesto "za brak i obitelj". 
Od susjednih zemalja, Mađarska je definirala brak kao zajednicu žene i muškarca ustavom koji je stupio na snagu 2012., kojem su građani višestruko pružili snažnu podršku na ulicama, unatoč napadima stranih medija. Osim Mađarske, sljedeće države u Europi Ustavom onemogućuju sklapanje braka istospolnim parovima: Bjelorusija, Bugarska, Latvija, Litva, Moldavija, Crna Gora, Poljska, Slovačka, Srbija i Ukrajina.

## Ciljevi
Inicijativa svoje ciljeve definira ovako: 
1. Osigurati da Ustav i zakoni Republike Hrvatske definiraju brak jedino kao životnu zajednicu žene i muškarca te na taj način spriječiti izjednačavanje istospolnih partnerstva i braka, posvajanje djece od strane istospolnih parova te nametanje izjednačavanja istospolnih partnerstva i braka kao društveno općeprihavaćene norme
2. Jamčiti trajnu zakonsku zaštitu djece, braka i obitelji
3. Učvrstiti pouzdanje građana da mogu donositi pozitivne društvene promjene i dati poruku svim nositeljima vlasti da moraju poštovati općeljudske vrijednosti te brak kao zajednicu žene i muškarca kao dio kulture i identiteta hrvatskog naroda
4. Osigurati da se o temama vezanim za odgoj, brak i obitelj govori u razdoblju prije lokalnih izbora (19. svibnja 2013.), da se politički predstavnici očituju o tim temama te da se građani stavovima političara o braku i obitelji koriste kao jednim od važnih kriterija u odabiru političkih predstavnika na lokalnoj razini

Po konkretnom pitanju raspisivanja referenduma, u materijalima za volontere navedeno je kako je cilj prikupiti minimalno 400.000 potpisa. Predstavnici Inicijative su na konferenciji 22. svibnja, prilikom objave o prikupljenih 380.000 potpisa ponovili da žele prikupiti više kako bi se osigurali u slučaju da određeni broj bude poništen zbog nečitkog upisa i inih razloga.

## Podrška
Inicijativa je dobila podršku svih većih vjerskih zajednica u Republici Hrvatskoj, a uputila je i poziv svim političkim strankama u Republici Hrvatskoj da se pridruže akciji prikupljanja potpisa za raspisivanje referenduma. Poziv je upućen i predsjedniku Ivi Josipoviću, koji se distancirao od poziva. Podršku su izrazile četiri parlamentarne stranke (HDZ, HSP AS, HSS i HDSSB) i četrnaest izvanparlamentarnih, a protivljenje dvije parlamentarne (HNS i SDSS) i tri izvanparlamentarne. Suzdržanima su se izjasnile dvije parlamentarne stranke (IDS i Bošnjačka demokratska stranka Hrvatske). Pet parlamentarnih stranaka (SDP, Hrvatski laburisti, DC, HGS, HSU) nisu odgovorili na poziv inicijative. Neke od njih su se u narednom periodu jasno pozicionirale protiv inicijative "U ime obitelji".

## Kritike
Prema mišljenju LGBT aktivista i niza organizacija civilnog društva okupljenih pod Platformom 112 inicijativa je usmjerena širenju homofobije i narušavanju Ustavom zajamčenih ljudskih prava.
Osnovna kritika pravnih stručnjaka koji se protive ovoj inicijativi je da se uvođenjem definicije braka kao zajednice muškarca i žene u Ustav ne postiže osnovni cilj ove inicijative, "zaštita institucije braka", kao ni "zaštita djece i obitelji". Ovom se definicijom rezervira samo riječ "brak" za zajednicu žene i muškarca, dok sadržaj prava i obaveza koje se stječu brakom ostaje slobodna i za druge pravne oblike. Budućim zakonodavcima je moguće donošenje zakona o registriranom partnerstvu kojim se istospolnim partnerima mogu dodijeliti potpuno jednaka prava i karakteristike braka (imovinska prava, registracija u javnim uredima, posvajanje djece...), samo pod drugim nazivom.
Neki utjecajni mediji su iznosili i kritike na način prikupljanja potpisa. Iznesene su tvrdnje da su volonteri u nekim slučajevima prikupljali potpise po kućama i stanovima građana i na radnim mjestima i tako prekršili Zakon o referendumu, koji propisuje da se potpisi smiju prikupljati samo na označenim mjestima koji su prethodno prijavljeni tijelima jedinice lokalne samouprave. Također, iznesene su sumnje da inicijativa nije prijavila nadležnim policijskim upravama sva mjesta na kojima su se prikupljali potpisi, kako to propisuje Zakon o referendumu. Konačno, zakonitost postupka prikupljanja potpisa dovođena je pod sumnju i zbog toga što potpisi nisu prikupljani na unaprijed označenim i uvezanim arcima.
Kritika je organizirano artikulirana kroz Facebook grupu U ime svake obitelji u čijem se opisu navodi: "Građanska inicijativa U ime obitelji okuplja pojedince, obitelji i građanske udruge koje promiču netoleranciju, diskriminaciju i suzbijanje općih ljudskih prava. Građanska inicijativa U ime svake obitelji okuplja pojedince, obitelji i građanske udruge koje promiču toleranciju, prihvaćanje i opća ljudska prava za sve."
Inicijativi "U ime obitelji" su se suprotstavili tadašnji premijer Zoran Milanović i predsjednik Ivo Josipović.
Židovska općina Zagreb je izrazila svoje protivljenje održavanju referenduma o ustavnoj definiciji braka. U svom priopćenju navode da je ovo referendumsko pitanje zadiranje u prava manjina i protivno članku 3. Ustava. Iako ne promiču istospolne brakove, ova inicijativa, po njihovim riječima, umanjuje prava manjina i zato je opasna po društvo, na što je židovska zajednica posebno osjetljiva s obzirom na iskustvo Holokausta. Ovo je prva vjerska zajednica koja se otvoreno zjasnila protiv ove inicijative. S njima se nije složio Europski rabinski centar koji je dao punu potporu inicijativi. Po njima je usporedba inicijative s holokaustom uvredljiva.
Hrvatsko sociološko društvo u svom priopćenju za javnost, izdanom povodom nastupa Željke Markić na Novoj TV u sučeljavanju sa Sandijem Blagonićem 27. studenog 2013.,  navodi da se opetovanim pozivanjem na tzv.  teksašku studiju pokušava dati znanstveni legitimitet tvrdnjama da je za djecu nepovoljno odrastanje u homoseksualnim obiteljima iako podaci na kojima je ona bazirana to ne pokazuju. Njeno korištenje Hrvatsko sociološko društvo smatra namjernim pokušajima manipulacije znanstvenim istraživanjima koja štete kako ugledu struke tako i točnom informiranju javnosti.

## Fizički i drugi napadi na volontere
Na više mjesta volonteri su napadnuti verbalno i/ili fizički. Od 50 napada prijavljenih policiji najviše ih se dogodilo u Zagrebu i Rijeci. U Hrvatskom saboru zastupnik Željko Reiner zatražio je da parlament stane u zaštitu volontera građanske inicijative 'U ime obitelji' ocjenjujući nedopustivim da ljudi bivaju prebijani i paljeni jer se netko ne slaže s njihovim mišljenjem. Zatražio je reakciju premijera i pučke pravobraniteljice.
Povodom nazivanja inicijative U ime obitelji homofobnom od strane nekih organizacija civilnog društva i više utjecajnih medija te možebitno posljedičnih višestrukih fizičkih i verbalnih napada na volontere koji ju provode reagirao je Hrvatski helsinški odbor za ljudska prava.

## Odnos medija
Mainstream mediji su u početku ignorirali i u sporednim tekstovima podcjenjivali Inicijativu. 
Nakon ponovnog napada na volontere U ime obitelji u Zagrebu, u Jutarnjem listu objavljen je tekst u kojem se tvrdi: mnoge je scena nasmijala, a većina prolaznika je sa simpatijama promatrala događaj. Volonteri su zatim nastojali naglasiti kako je laž da su građani Zagreba odobravali nasilje te su se u javnosti pojavile optužbe da Jutarnji list potiče nasilje prema građanima koji sudjeluju u prikupljanju potpisa.
U prvoj najavnoj rečenici Dnevnika HTV-a, emitiranog 26. svibnja 2013. u 19:30 voditelj i urednik Zoran Šprajc rekao je da se potpisnici zahtjeva za raspisivanjem referenduma zagovaraju  „homofobnu izmjenu Ustava“. U daljnjem tijeku priloga, voditelj je iznio tvrdnju kako je cilj inicijative „da se u Ustav unese homofobna odredba“. Predstavnici inicijative od HRT-a su pismom zatražili ispriku zbog vrijeđanja potpisnika zahtjeva za referendumom.
Kad je Sabor odlučio raspisati referendum, neki mediji kao Jutarnji list i index.hr, su se otvoreno svrstali protiv referenduma. Jutarnji list je otvoreno dao prostor protivnicima refereduma. Portal dnevno.hr je 12. studenog 2013. objavio kako je Jutarnji list objavio sliku gdje volontere inicijative naziva idiotima.
Udruga U ime obitelji je zatražila izuzeće udruge GONG kao promatrača na referendumu zbog njihove pristranosti. Izvršni direktor GONG-a je odgovorio da oni ionako ne žele promatrati jer su oni zauzeli stav protiv referenduma. Na stranu protiv se svrstao i tportal.hr.
Dana 16. studenog 2013. riječki dnevnik Novi list je naslovnicu posvetio referendumu o braku, javno izražavajući stajalište uredništva tih novina "Mi smo protiv".
Na sam dan referenduma na televizijama s nacionalnom koncesijom ogromna većina novinara je držala stav protiv.

## Odnos zakonodavne i izvršne vlasti
Neki od vladajućih saborskih zastupnika pokazali su nesklonost Inicijativi, uključujući premijera. Oni su ponavljali da se ovim referendumom zagovara "kršenje ljudskih prava" te da je "protuustavno" i uporno su odbijali pomisao da se uopće raspiše referendum. Ustavni sud je zauzeo stajalište da "nema neustavnih promjena ustava". Kad je udruga U ime obitelji skupila potrebni broj potpisa vlast je odugovlačila s njegovim provođenjem. Naposljetku je bila prisiljena raspisati referendum. Među vladajućom koalicijom tada se pojavio glas da referendum nema trenutni pravni učinak nego da će biti tek kad se odobri u Saboru. Ustavni sud se nije složio s njima naglašavajući da je referendum obvezujući za sve.

## Vanjske poveznice
- Službena stranica
- U ime obitelji na Twitteru
- U ime obitelji na Facebooku

- emisija Govornica HRT-a o građanskoj inicijativi U ime obitelji
- emisija Studio 45 RTL Televizije o građanskoj inicijativi U ime obitelji  Arhivirana inačica izvorne stranice od 8. lipnja 2013. (Wayback Machine)